# Мала Села
Мала Села (словен. Mala sela) — поселення в общині Чрномель, Південно-Східна Словенія, Словенія. Висота над рівнем моря: 268,2 м.